# Alojzij Tavčar
Alojzij Tavčar, slovenski jezikoslovec in esperantist, * 18. junij 1857, Šentjernej, † 6. november 1937, Ljubljana.

## Življenje in delo
Oče mu je bil gostilničar Tomaž Tavčar, mati mu je bila gostilničarka Agneza (rojena Rangus). Tavčar je v Ljubljani obiskoval višjo gimnazijo, na Dunaju opravil 1877 enoletno prostovoljno vojaško službo in hkrati študiral klasično filologijo in slovenščino (1878–79). Med 1881–82 je bil vzgojitelj sinovoma Karla Rudeža na Gracarjevem turnu, se 1882 vrnil na Dunaj, 1884 bil domači učitelj pri poljskem grofu Podlewskem v Lvovu. Služboval je kot suplent in profesor v Ljubljani na višji gimnaziji (1886–90), v Kočevju (1891) v Ljubljani na nižji gimnaziji (1891–98) in na realki od 1898 do upokojitve 1924. Vmes je opravil 1894 na Dunaju izpit iz stenografije. Tavčar je sodeloval pri Pleteršnikovem slovarju (Slovensko-nemški slovar I, 1894) in kot glavni sodelavec pri Esperantsko-slovenskem slovarju 1928.